# Giuseppe Accoramboni
Giuseppe Accoramboni (Preci, 24 de setembro de 1672 - Roma, 21 de março de 1747) foi um cardeal do século XVIII

## Biografia
Nasceu em Castel de Preci em 24 de setembro de 1672, diocese de Spoleto (ou diocese de Norcia). De pais humildes. Batizado no mesmo dia. Seu sobrenome também está listado como Accorambonus. Estudos iniciais com os Jesuítas em Spoleto; na escola de Luca Palma, Preci (economia); mais tarde, na Universidade de Perúgia (doutorado in utroque iure, direito canônico e civil, 6 de maio de 1694).
Advogado Consistorial. Auditor do Cardeal Michelangelo Conti, futuro Papa Inocêncio XIII Secretário da Congregação de Avignon. Subdatário de Sua Santidade, 13 de maio de 1721. Secretário da Congregação de Avignon. Advogado vitalício do povo romano, 20 de agosto de 1721. Auditor do cardeal Michelangelo Conti, futuro papa Inocêncio XIII. Cônego da basílica patriarcal vaticana, 1723. Auditor da Sagrada Rota Romana.
Ordenado em 14 de fevereiro de 1723. Referendário dos Supremos Tribunais da Assinatura Apostólica da Justiça e da Graça em 15 de março de 1723. Renomeado subdatário de Sua Santidade em 7 de junho de 1724.
Eleito arcebispo titular de Filippi em 11 de setembro de 1724. Consagrado em 21 de setembro de 1724, Capela Paulina, Vaticano, pelo Papa Bento XIII, auxiliado por Mundelio Orsini, arcebispo titular de Corinto, e por Pierre-Guérin de Tencin, arcebispo de Embrun. Assistente do Trono Pontifício, 6 de outubro de 1724. Uditore Santissimi, 1726. Abade commendatario de S. Ilario di Galeata. Consultor da SS.CC. dos Ritos e da Inquisição Romana e Universal. Examinador episcopal. Transferido para a sé de Imola, com título pessoal de arcebispo e mantendo todos os outros cargos, em 12 de abril de 1728. Ele restaurou a catedral e o seminário de Imola e celebrou um sínodo diocesano em 1738.
Criado cardeal sacerdote no consistório de 20 de setembro de 1728; recebeu o gorro vermelho e o título de S. Maria na Traspontina, em 15 de novembro de 1728. Participou do conclave de 1730, que elegeu o Papa Clemente XII. Renunciou à sé de Imola em 22 de fevereiro de 1739. Participou do conclave de 1740, que elegeu o Papa Bento XIV. Optou pelo título de S. Maria em Trastevere, em 16 de setembro de 1740. Optou pela ordem dos cardeais-bispos e pela sé suburbicária de Frascati, em 11 de março de 1743.
Morreu em Roma em 21 de março de 1747, por volta das 21 horas Exposto na igreja de S. Ignazio, onde ocorreu a capella papalis em 23 de março de 1747; e sepultado em frente ao altar de S. Aloísio Gonzaga naquela mesma igreja. A sua lápide, magnificamente adornada, tem uma inscrição gravada pelo seu sobrinho, conde Ignazio Accoramboni, conselheiro do rei da Polónia